# Erzbischöfliche St.-Ursula-Realschule Schloss Hohenburg
Die Erzbischöfliche St.-Ursula-Realschule Schloss Hohenburg ist eine staatlich anerkannte Realschule in Lenggries. Seit dem Schuljahr 2024/25 wurde das Bildungsangebot der ehemaligen Mädchenschule auch für Jungen geöffnet. Träger ist die Erzdiözese München und Freising.

## Standort
Der Schulbau, Schloss Hohenburg, liegt am Rande der Ortschaft Lenggries auf einer leichten Anhöhe über dem Isartal. Das Hauptgebäude wurde 1718 errichtet. Seit 1870 war das Schloss im Besitz der Luxemburger, die es als Sommerresidenz, Jagdschloss und Witwensitz nutzten. 1953 übernahmen die Ursulinenschwestern aus Landshut die Anlage, um hier eine Mädchenschule zu errichten. Am Schulstandort befindet sich neben der St.-Ursula-Realschule auch das St.-Ursula-Gymnasium.

## Geschichte
Die Schule wurde 1953 von Ursulinenschwestern aus Landshut im Isarwinkel mit dem Betrieb einer Hauswirtschaftsschule gegründet. Aus dieser entwickelte sich eine Mädchenrealschule. Der größte Teil der Mädchen wohnte anfangs im Internat. Sie kamen aus ganz Bayern, einige sogar aus dem Raum Frankfurt, dem Rheinland und dem Saarland.
Obwohl die Schülerzahlen weiter stiegen, blieb der Nachwuchs für die Klostergemeinschaft zunehmend aus. 1990 übergaben die Ursulinen die Realschule und das seit 1958 angegliederte Gymnasium deshalb in die Trägerschaft der Erzdiözese München und Freising. Mit Sr. Placida Gamringer stand aber zunächst weiterhin eine Ordensfrau an der Spitze der Realschule. Im Juli 2001 wurde schließlich der Internatsbetrieb eingestellt, 2003 zogen sich die Schwestern dann ganz aus Hohenburg zurück. Die Zahl der Schülerinnen lag im Jahr 2024 bei 362.
Mit dem Schuljahr 2024/25 wurden in der 5. Jahrgangsstufe erstmals Jungen an der Schule zugelassen.

## Profil
Die St.-Ursula-Realschule ist eine dreizügige, voll ausgebaute Realschule in kirchlicher Trägerschaft. Es gibt vier Wahlpflichtfächergruppen (Zweige):
- Gruppe I:      mathematisch-naturwissenschaftlich-technischer Zweig
- Gruppe II:     betriebswirtschaftlicher Zweig
- Gruppe IIIa:  sprachlicher Zweig (Französisch)
- Gruppe IIIb:  hauswirtschaftlicher Zweig (Ernährung und Gesundheit)[9]

Die Schule bietet bei Bedarf eine offene Ganztagesbetreuung und eine Mensa.
Ein besonderes Profil bildet an der St.-Ursula-Realschule die musikalische Ausbildung. Neben Einzel- und Gruppenunterricht an diversen Instrumenten, Chor und Orchesterwahlpflichtkursen in den 5. Klassen bildet das Blasorchester Schlosswepsn Musi ein in der Region sehr bekanntes Aushängeschild der Schule.
Die AG Wertschätzendes Miteinander plant und organisiert regelmäßig caritative Projekte der Schülerinnen. Regelmäßige kulturelle Veranstaltungen der Schule sind der Hohenburger Adventsmarkt im Innenhof, das Schultheater und das Schlosshofkonzert im Frühjahr.
Seit 2005 ist die Schule Partnerzentrum des Wintersports. Neben der Förderung des Leistungssports nehmen die Schülerinnen in den Schulmannschaften erfolgreich an den bayerischen Schulmeisterschaften in unterschiedlichen Disziplinen teil.